# TBS緑山塾
TBS緑山塾（TBSみどりやまじゅく）は、神奈川県横浜市青葉区緑山にある撮影施設「緑山スタジオ」内に1983年から1991年にかけて存在した養成所。単に『緑山塾』と呼称することもある。
1981年に東京放送（TBS）のプロデューサー大山勝美を塾長にいろいろな劇団、事務所から集められメンバーにより設立された『緑山私塾』を前身とする。
同じくプロデューサーの森伊千雄が塾長として『TBS緑山塾』を開塾。
仲代達矢主催の『無名塾』や声優養成所の『青二塾』等とならんで入塾試験が極めて厳しく、国内最難関の養成所の1つとして知られた。

## 概要
東京放送の開局20周年の頃に「郊外への社屋移転計画」を打ち出し、そのための用地として取得したのが緑山スタジオ・シティである。
用地取得当時の所属区および地名は「緑区奈良町」だった。
町名は光の三原色の1つ「緑」を採って名付けられたものであり、当時の所属区である緑区を由来としているわけではない。
大がかりな大作にも対応できるだけの敷地が必要である関係上、取得したこの地は非常に広大である。
その広大な土地を他にも利用できないかということで考案されたのが養成所であり、議論の結果、敷地内に発足したのがTBS緑山塾である。
主に俳優・声優・歌手・アイドル・タレント・アナウンサー・ラジオパーソナリティ・リポーター・ディレクターなどを育成した。
1991年ごろを最後に自然消滅的に廃止され、現存しない。
現在の「緑山塾」は就職活動のTBSのドラマ制作スタッフのインターン開催時の呼称であり、往年のTBS緑山塾とは系統的な繋がりは無い。

## 主な出身者
- 浅見美那 （女優）
- 濱田真実 （歌手・ボイストレーナー）
- 田中美佐子 （女優）
- 福士秀樹 （ナレーター・声優・俳優）
- 佐久間一生 （俳優・政治家）
- 徳永英明 （歌手）
- 本そういち （漫画家）
- 野中幸市[4] (俳優・経済ジャーナリスト・大学教授・衆議院議員政策担当秘書)
- 白井真木 [5]（女優）
- 境鶴丸 （アナウンサー）
- 長谷川まさ子 （リポーター）
- 渡辺かおる （歌手）
- 広田勇二 (俳優)

その他、多数。